# مزيج الهشاشة (رواية)
مزيج الهشاشة (بالإنجليزية: A Mixture of Frailties)‏ هي ثالث رواية في ثلاثية سالترتون للكاتب الكندي روبرتسون ديفيز، نشرت عام 1958، عن دار نشر ماكميلان في كندا وسكريبنر في الولايات المتحدة ووايدنفيلد ونيكولسون في المملكة المتحدة.